# Alyssum robertianum
Alyssum robertianum là một loài thực vật có hoa trong họ Cải. Loài này được Bernard ex Gren. & Godr. mô tả khoa học đầu tiên năm 1847.